# Roguy Méyé
Roguy Méyé (* 7. Oktober 1986 in Makokou) ist ein gabunischer Fußballspieler.

## Karriere

### Verein
Roguy Méyé begann seine Karriere in der Jugendabteilung des AS Mangasport, dort gehörte er ab 2002 der Profimannschaft an. Zur Saison 2007/08 wechselte Méyé in die ungarische Nemzeti Bajnokság zu Zalaegerszegi TE FC. Nach anderthalb Jahren in Ungarn wechselte er für eine Ablöse von einer Million Euro zum türkischen Süper Lig Klub Ankaraspor. Nachdem Zwangsabstieg in die Zweite Liga wurde Meye im Januar 2010 an MKE Ankaragücü verliehen und am Saisonende aufgrund des Lizenzentzuges für Ankaraspor fest verpflichtet.
In der Winterpause 2010/11 wechselte Méyé zum Paris FC in die dritte französische Liga und blieb bis Saisonende.
Zur neuen Saison wechselte er nach Ungarn zu Zalaegerszegi TE FC, wo er auch nur ein halbes Jahr spielte und zu Debreceni VSC wechselte.

### Nationalmannschaft
Sein erstes Länderspiel für die Fußballnationalmannschaft von Gabun bestritt Méyé im Jahr 2007. In der Qualifikation zur Fußball-Weltmeisterschaft 2010 in Südafrika erzielte er in 11 Spielen 4 Tore, Gabun konnte sich jedoch nicht für die Endrunde qualifizieren.